# MegaFon
MegaFon est une entreprise de télécommunications qui fournit des services de téléphonie mobile (GSM, UMTS, LTE et LTE Advanced), ainsi que des services de téléphonie locale, d'accès à large bande à Internet, de télévision par câble et une gamme de produits IT avancés destinés aux entreprises. L'entreprise possède un opérateur de réseau mobile virtuel, Yota, une société de télécommunications, NetByNet, ainsi qu'une plateforme de streaming vidéo en ligne, Start. Elle fait partie du holding USM. MegaFon opère dans 85 sujets de la Fédération de Russie, au Tadjikistan, ainsi que dans les républiques partiellement reconnues d’Abkhazie et d’Ossétie du Sud.
L'entreprise sous sa marque actuelle a été fondée en mai 2002. Son nom complet est Société par actions ouverte «MegaFon». À l'origine, elle fut créée sous le nom de SARL «Nord-Ouest GSM» (à Saint-Pétersbourg).

## Histoire
Le 17 juin 1993, la société à responsabilité limitée Nord-Ouest GSM (Saint-Pétersbourg) a été enregistrée. Son premier directeur général fut Alexandre Malichev. Les principaux investisseurs étrangers étaient les entreprises scandinaves Sonera (Finlande), Telia International AB (Suède) et Telenor Invest AS (Norvège). L'équipement télécom a été acheté auprès de l'entreprise Nokia.
Le 7 mai 2002, dans le cadre d'une restructuration de marque, la SARL Nord-Ouest GSM a été renommée en Société par actions ouverte MegaFon . Le processus de rebranding et de changement de logo a débuté le 28 avril 2002. À cette période, plusieurs entreprises régionales ont fusionné avec Nord-Ouest GSM.
En août 2007, un léger rafraîchissement du logo a été effectué, ajoutant des effets 3D et une texture convexe.
Le 2 octobre 2007, MegaFon a mis en service le premier fragment du réseau de troisième génération IMT-2000/UMTS (3G) en Russie, dans la région de Saint-Pétersbourg et dans une partie de la région de Léningrad. Pour la première fois dans le pays, un sous-système d'accès radio UTRAN (Réseau Terrestre d'Accès Radio UMTS) a été déployé en exploitation commerciale pilote, comprenant 30 stations de base. Dès le 24 octobre 2007 , MegaFon a annoncé le lancement officiel des services mobiles 3G à Saint-Pétersbourg et dans la région de Léningrad. Cela a permis pour la première fois en Russie aux utilisateurs d'accéder à Internet à une vitesse dix fois supérieure à celle des technologies GPRS/EDGE en 2G et 2,5G, ainsi qu'à la télévision mobile haute qualité et à la visioconférence.
En mai 2008, Alicher Ousmanov a acquis la part de MegaFon détenue par l'avocat danois Jeffrey Galmond. Après la transaction, Ousmanov a pris le contrôle de 31,1% des actions de l'opérateur mobile. Le montant estimé de la transaction était d'au moins 5 milliards de dollars,.
Le 23 avril 2012, MegaFon a lancé ses services de communication mobile de quatrième génération (4G).
Le 24 avril 2012, la structure actionnariale de MegaFon a changé, permettant à AF Telecom d'Ousmanov de prendre le contrôle majoritaire (50% plus une action).
Le 16 octobre 2012, MegaFon a lancé une plateforme matérielle-logicielle distribuée CDN pour fournir des services CDN en partenariat avec CDNetworks.
Le 19 décembre 2014, le principal actionnaire de l'entreprise, Alicher Ousmanov, a transféré le contrôle majoritaire de MegaFon en Russie depuis des sociétés offshore.
Le 25 février 2014, MegaFon a lancé commercialement son réseau LTE-Advanced à Moscou, à l'intérieur du Boulevard du Jardin.
Le 31 août 2015, MegaFon a lancé des appels vocaux tests sur son réseau LTE.
À la fin d’avril 2018 , l'opérateur mobile MegaFon, propriétaire à 100 % d'Euroset, et le groupe Svyaznoy ont annoncé la fusion de leurs réseaux de détail. Dans le cadre de cet accord, la filiale de MegaFon, Lefbord Investment Ltd., a cédé 100 % des actions de Euroset N.V. (propriétaire des sociétés opérationnelles d'Euroset) à la société chypriote DTSRetail LTD (actuellement impliquée dans les activités opérationnelles de Svyaznoy). En conséquence, la structure de MegaFon a obtenu 25 % plus une action et deux sièges au conseil d'administration.
En mai 2017 , la stratégie de développement de l'entreprise jusqu'en 2020 a été mise à jour, se concentrant sur la création d'un écosystème de solutions numériques en partenariat avec Mail.ru Group. Il était prévu de travailler sur la différenciation des marques de MegaFon, Yota et VKMobile, ainsi que de modifier la politique de distribution des dividendes et le coefficient optimal de charge financière.
En 2018 , MegaFon a adopté un programme de Gemalto permettant de payer rapidement les transports publics via une puce NFC.
Le 16 novembre 2018 , MegaFon et Mail.ru Group sont devenus coactionnaires de Citymobil. Mail.ru Group et MegaFon ont acquis environ 18 % et 16 % des actions du service de commande de taxis Citymobil après le premier tour de financement. Cependant, dans le cadre de cet accord, l'opérateur et l'entreprise Internet agissent en tant qu'investisseurs indépendants sans intention de consolider l'acquisition.
En mars 2019 , MegaFon est devenu le premier grand opérateur télécom russe à introduire un remboursement de 20% sur les paiements de services de communication.
Le 21 mars 2019 , l'Union russe de football (RFU) et MegaFon ont signé un nouvel accord de coopération valable jusqu'en 2021. Selon les termes de cet accord, l'entreprise sera le partenaire télécom de l'équipe nationale russe et le partenaire stratégique du football russe.
Au terme du troisième trimestre 2020 , le bénéfice net de l'entreprise a augmenté de 308,7% par rapport au même trimestre de l'année précédente, atteignant 13 milliards de roubles, tandis que sur neuf mois il a augmenté de 167%, à 22,2 milliards de roubles. Parallèlement, le chiffre d'affaires pour cette période a diminué de 3,9% par rapport au troisième trimestre de l'année précédente, s'établissant à 86,5 milliards de roubles.
En juin 2021, l'entreprise a lancé des salons de communication mobiles.
Au deuxième trimestre 2021, MegaFon a augmenté son chiffre d'affaires de 7,1% par rapport à la même période de l'année précédente, à 84,1 milliards de roubles. Le bénéfice net trimestriel a triplé, à 12,7 milliards de roubles.
En 2022, le bénéfice net de l'entreprise a atteint 43 milliards de roubles, plaçant MegaFon à la 34e place dans le classement Forbes des «100 plus grandes entreprises russes par bénéfice net – 2023».

### Fusion avecYotafin 2022
Le projet comprend à la fois l'ouverture de nouveaux salons et la modernisation des points de vente existants. D’ici la fin de 2022, tous les salons propriétaires ainsi que ceux exploités sous franchise fonctionneront dans un nouveau format. Les trois premiers salons en co-branding ont déjà été lancés à Nijni Novgorod, Krasnogorsk et Egorievsk. Tout le personnel des points de vente suit une formation spécifique, leur permettant de conseiller les clients sur n'importe quel sujet concernant les deux opérateurs. Il est désormais possible d'activer une carte SIM Yota chez MegaFon et inversement, d'activer une carte SIM MegaFon chez Yota.

## Propriétaires et dirigeants
Le principal actionnaire de l'entreprise est le groupe USM, qui détient 70,32% des actions. Les 29,68% restants appartiennent à la filiale de MegaFon, MegaFon Finance.
Directeurs généraux:
- 2003—2012 : Sergueï Soldatenkov;
- 2012—2016 : Ivan Tavrin[20];
- 2016—2018 : Sergueï Soldatenkov[21];
- 2018—2021 : Gevork Vermishyan[22];
- Depuis 2021 : Khatchatur Pomboukchan.

Présidents du conseil d'administration:
- 2012—2016 : Sergueï Soldatenkov[23];
- Depuis 2016 : Vladimir Strechinsky.

## Statistiques
- 54 998 115 abonnements en août 2010 (selon les données de l'entreprise).
- Roaming dans plus de 200 pays, y compris à travers l'Europe.
- GPRS-roaming dans plus de 100 pays à travers le monde.